# Gamelan

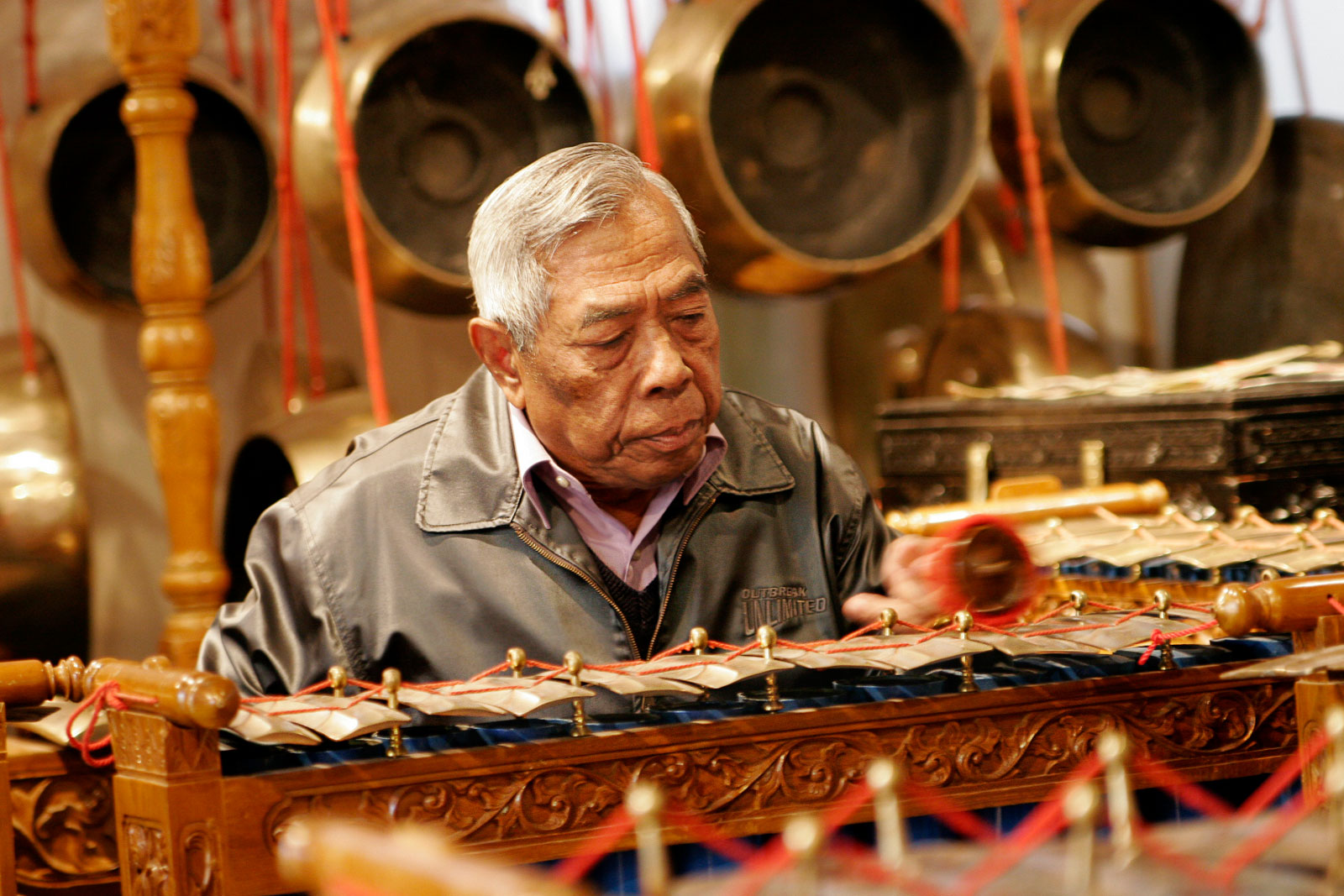
En man spelar på en gamelanxylofon.

Gamelan är en grupp musikaliska traditioner som har sitt ursprung i Sydostasien, med många utövare på Java, Bali med omnejd men också på vissa håll i Bortre Indien. Denna typ av musik utförs med stora orkestrar dominerade av olika slagverksinstrument, gongs, pukor, klockor och trummor, både stämda i exakta tonhöjder och rena slaginstrument. Melodistämmorna bärs ofta av stråkinstrument eller sångerskor men slagverket spelar också en betydande roll i harmoniken. Det är en delvis polyfon och ofta improviserad musikform, men det finns också traderade, mer eller mindre fasta musikstycken liksom inom jazzen.
Gamelanmusiken samverkar ofta med dans eller traditionell skuggteater. Den utvecklades vid furstehoven på Java för flera hundra år sedan, men har senare spridit sig ut på landsbygden. Den är en av Asiens mest egenartade musikformer och har väckt stort intresse och uppskattning i Europa och USA sedan den första gången hördes i Västerlandet på Världsutställningen i Paris 1889. Det finns ett stort antal skivinspelningar.

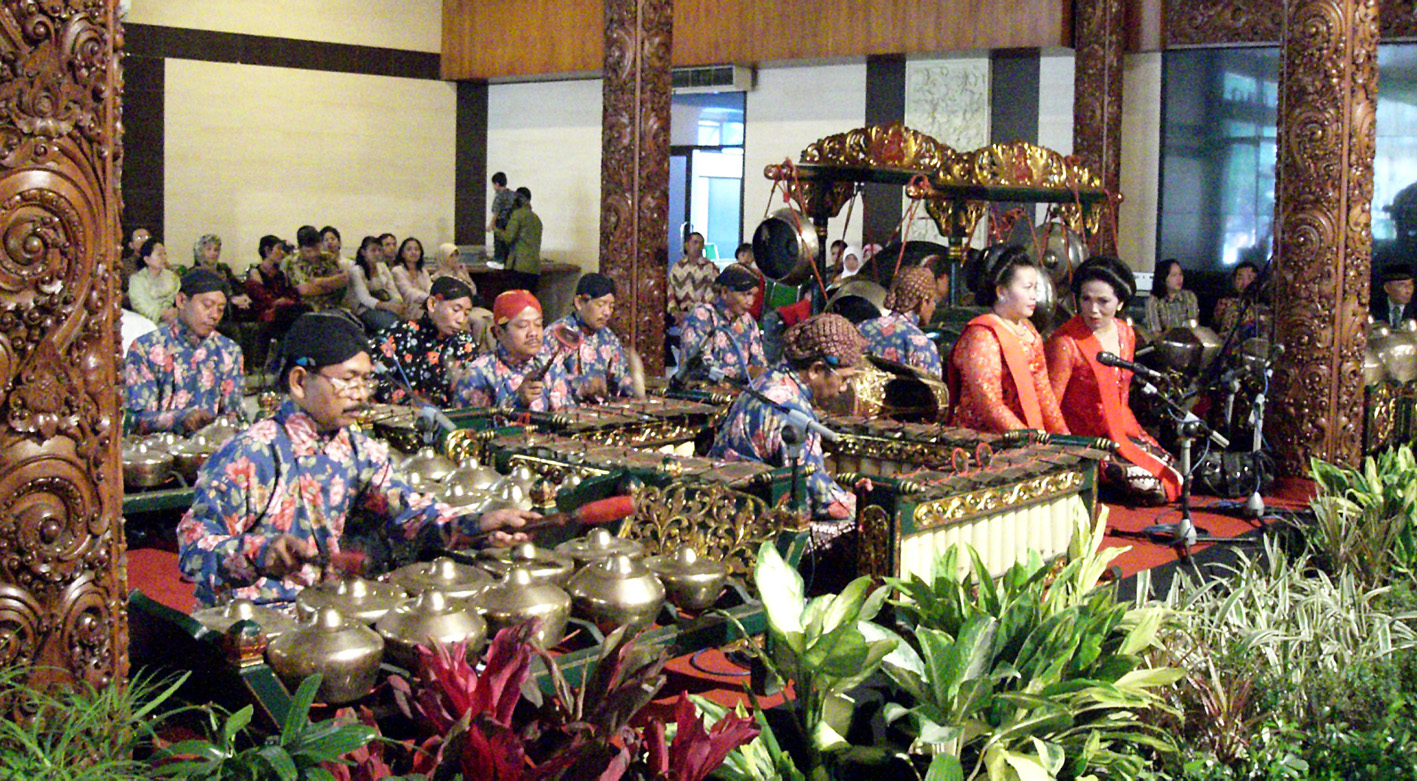
Javanesisk gamelanorkester.
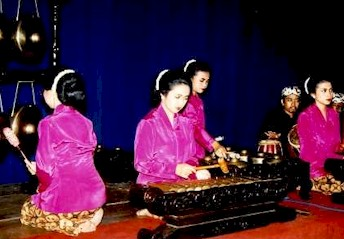
Sundanesisk gamelanorkester.
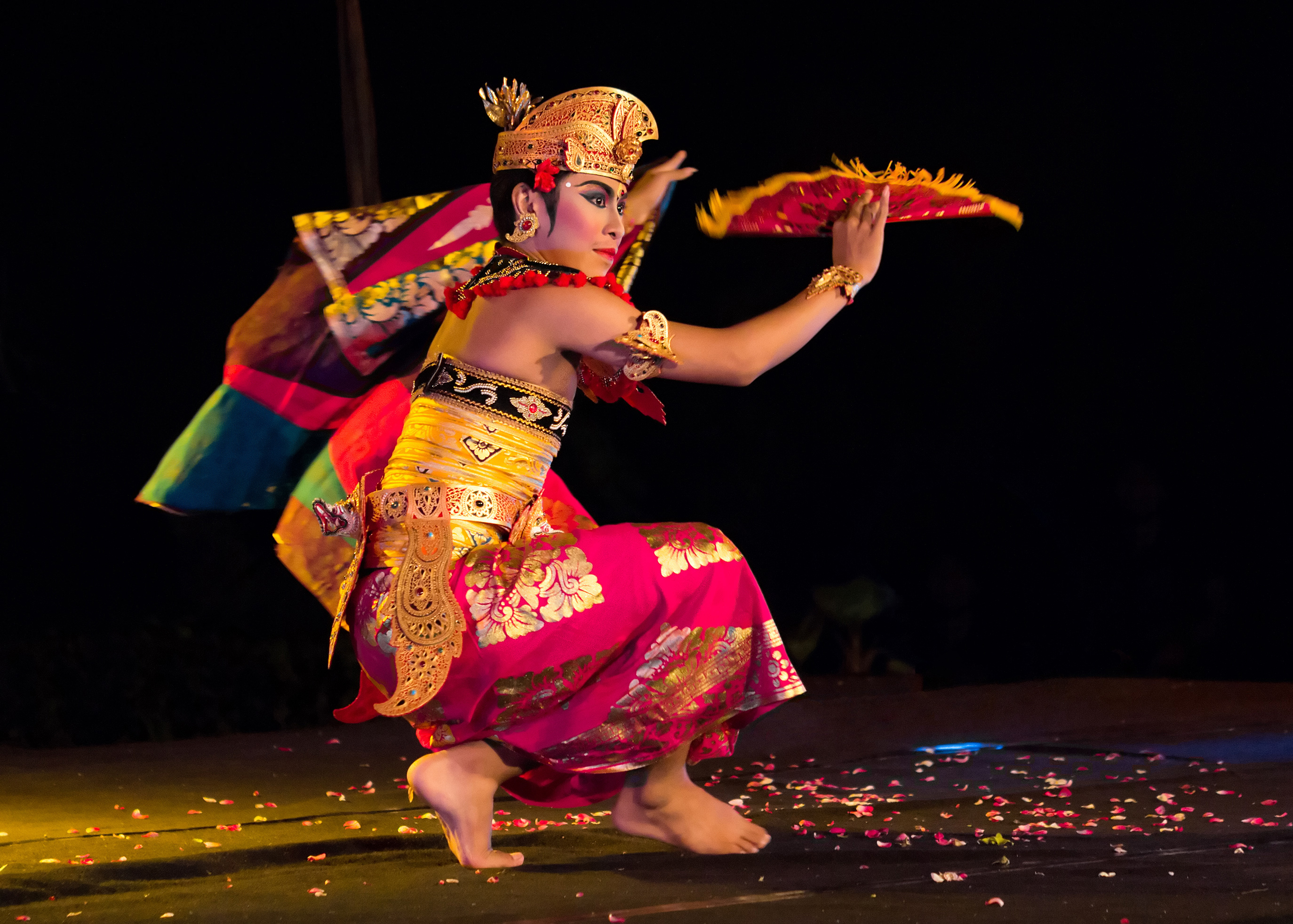
Medlem av en dansgrupp från Bali.